# スルターン・グーリーの霊廟＝モスク複合

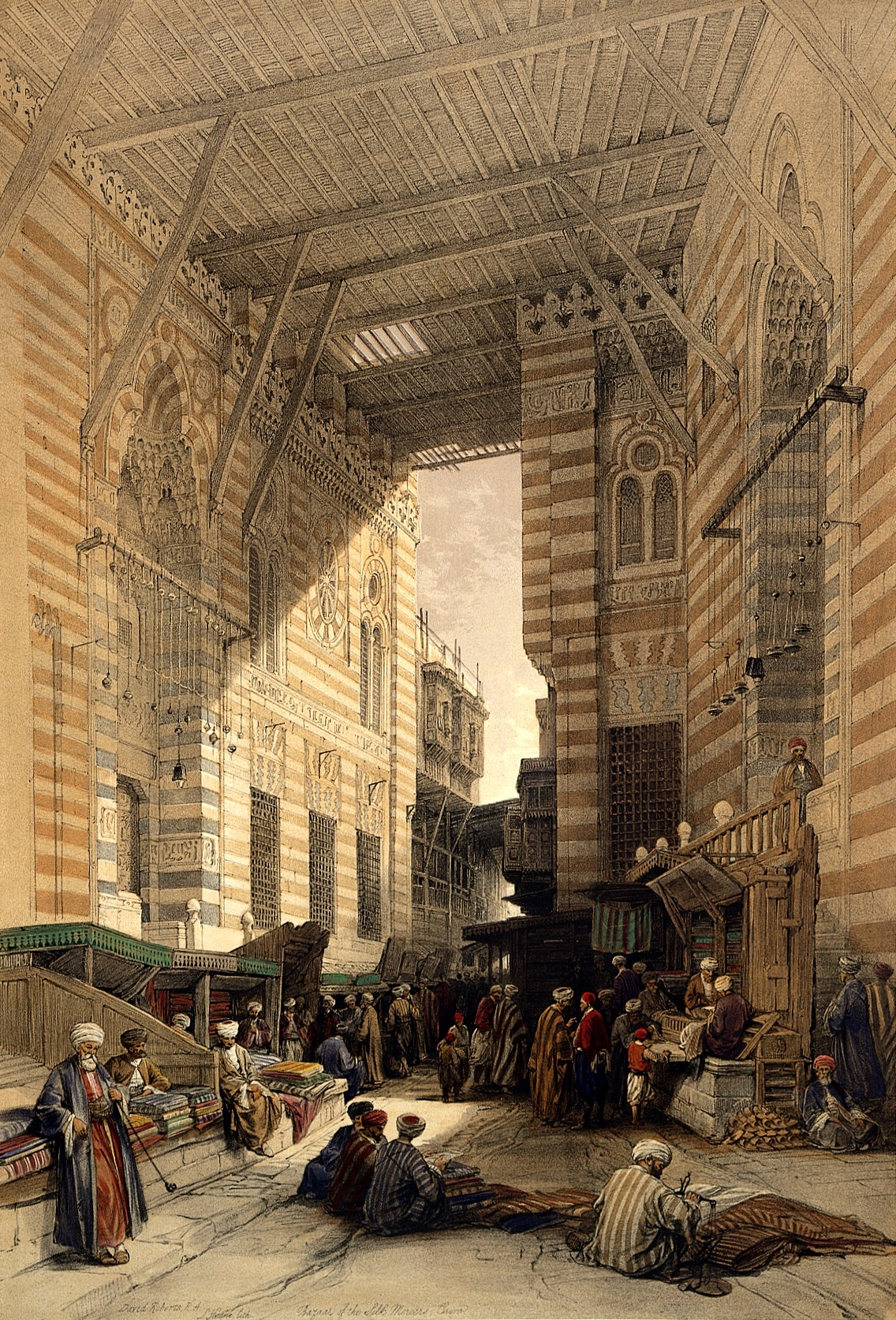
デヴィッド・ロバーツ画『グーリーヤ』1839年。

スルターン・グーリーの霊廟＝モスク複合あるいはグーリーヤ（英語: Ghuri Complex, アラビア語: مجموعة السلطان الأشرف الغوري, ラテン文字転写: majmū‘a al-sulṭān al-ašraf al-Ḡūrī ）は、エジプトのカイロ旧市街を南北に走るムイッズ通りに面して互いに向き合う2つの建築物群を中心に成立するイスラーム教の宗教複合である。1503年から1505年の間にスルターン・カーンスーフ・グーリー（ガウリー）により建てられた。東側にはスルターン・グーリーの霊廟とハーンカーとサビールとクッターブがあり、西側にはモスクとマドラサがある。2018年現在では、東側建築物群全体が史跡として観光客に開放されており、西側建築物群全体がモスクとして利用されている。

## 歴史
スルターン・アシュラフ・カーンスーフ・グーリー（ガウリーとも。在位1501年-1516年。）はブルジー・マムルーク朝最後のスルターンであり、「グーリー」という通称は彼が駐屯していた兵舎の名称である。彼は元はタルスースを治めており、その後アレッポの宰相に出世し、1484年のオスマン帝国への軍事遠征のときに軍功を積んだマムルーク騎士であるが、1516年にアレッポ郊外でオスマン帝国軍との交戦中、味方のハイル・ベクの裏切りののち死んだ。遺体は見つからず、彼がひと財産を費やして建てた自分の霊廟に、遺体は入っていない。他のマムルーク・スルターンの例にもれずグーリーも、活発で酷薄な迷信深い暴君であったとされるが、その一方で彼は、音楽と詩と花をこよなく愛し、スーフィーや聖人といった敬虔な人々に惹かれる、洗練された文化人であった。王朝の経済状態はひどい有様であったが、王権を誇示しようとする思いに駆られ、グーリーは王権を象徴する建築物を建てるために多額の費用を費やし、多くの財産を没収した。

## レイアウト
簡潔に「グーリーヤ」とも呼ばれるこの霊廟複合は、カイロ旧市街の中心（いわゆるバイナル・カスライン）を南北に走るムイッズ通りとアズハル通りが交差する場所に建ち、ムイッズ通りを挟んで向かい合う東西2つの建築的構造を有するレイアウトに特徴がある。
西側はミナレットを具備するモスクからなり、東側は霊廟、ハーンカー、サビールとクッターブが一体になった施設からなる墓廟建築複合である。建築物群は両側とも第1層に市場・商店が入っており、街路からつながってスークを形成している。また木製の庇が東側建築と西側建築の間に張りわたされており、これがムイッズ通りに日陰を提供している。ドームとミナレットは街路により分離されているが、青い陶製の装飾により統一されており、単一の調和的な建築であるとの思いを見る者に抱かせる。この青い陶製の装飾は、アズハル・モスクにスルターン・グーリーが奉献したミナレットの装飾と同様のものである。
グーリーヤは南から近づくと、ミナレット及びドームが次第に姿を現すように設計されている。ファサードが街路の方向に合わせて作られていない点は、他の宗教建築複合と異なるところである。ファサードはグーリーヤの両端の向きに合わせて作られており、これにより、霊廟側のサビール＝クッターブの北側突出部とモスク側のマドラサのミナレットの南側突出部を角とした、半分閉じた正方形の空間が作り出されている。当該正方形の内部にありながら外部に開かれた空間は露天商に貸し出され、その賃料はグーリーヤの維持に使われる。

## モスク
東西の建物のファサードは、壁の高いところに高い浮彫が施されるなどといった、いくつかの特徴を共有している。扉が設置される箇所の壁のくぼみには黒と白の大理石が表面に貼られている。モスクの隅角に設置された支柱は、コプト様式とビザンツ様式の柱頭を持つが、これはマムルーク朝期の工匠が先イスラーム時代の意匠を真似たことを示している。ミナレットはズワイラ門から見えるほど非常に高く、四角柱の形状をした4層のミナレットである。このミナレットは19世紀まで最上層に4基の構造物を持っていたが、このような構造を持つものとしてはカイロでもっとも古い建築であった。19世紀に、この最上層の構造物が一度崩壊し、5基の構造物を持つように改修された。モスクの内部は舗装され、壁面には黒と白の大理石が表面に貼られている。

## ハーンカーと霊廟
霊廟建築のファサードは、ムカルナスを伴う矩形のくぼみが外側に設けられており、これらのくぼみは窓などとして利用されている。正門から入ると相対する2つの出入り口につながる。右側は霊廟の、左側は ハーンカーの出入り口である。サビール＝クッターブ建築の北側は街路に突き出ており、三方にファサードを持つ。南側の霊廟建築には、もともと緑色のタイルが貼られたレンガ造りのドームがあったが、20世紀初頭に崩壊し、現在は基部を残すのみである。
霊廟建築に正門から入って右側、つまり北側にはハーンカーがある。しかし人気（ひとけ）がない。ワクフ文書ではそこにスーフィーたちが集うはずであった。ハーンカーはミフラーブを持つT字形の大広間である。霊廟やモスクのように多色大理石で飾られ、舗装されている。全部で3か所あるミフラーブはすべてはっきりとミフラーブであることがわかるように目立たせてある。サビールにも色鮮やかな大理石による装飾が施され、20本の光芒を放つ幾何学的な星の模様は、カイロで最も精緻な建築装飾である。
この宗教複合体のハーンカーは、独立した建築ではなく霊廟建築の一部分であり、ほとんどマクアド（maq'ad 応接ホール）程度の規模のものであるが、これらはブルジー・マムルーク朝後期のハーンカーの多くが持つ特徴である。この時代のスーフィーは、この程度の広さのハーンカーに、一日の内の決まった時間に集まり、ズィクルを念唱するなどの儀礼を実践していたと考えられている。

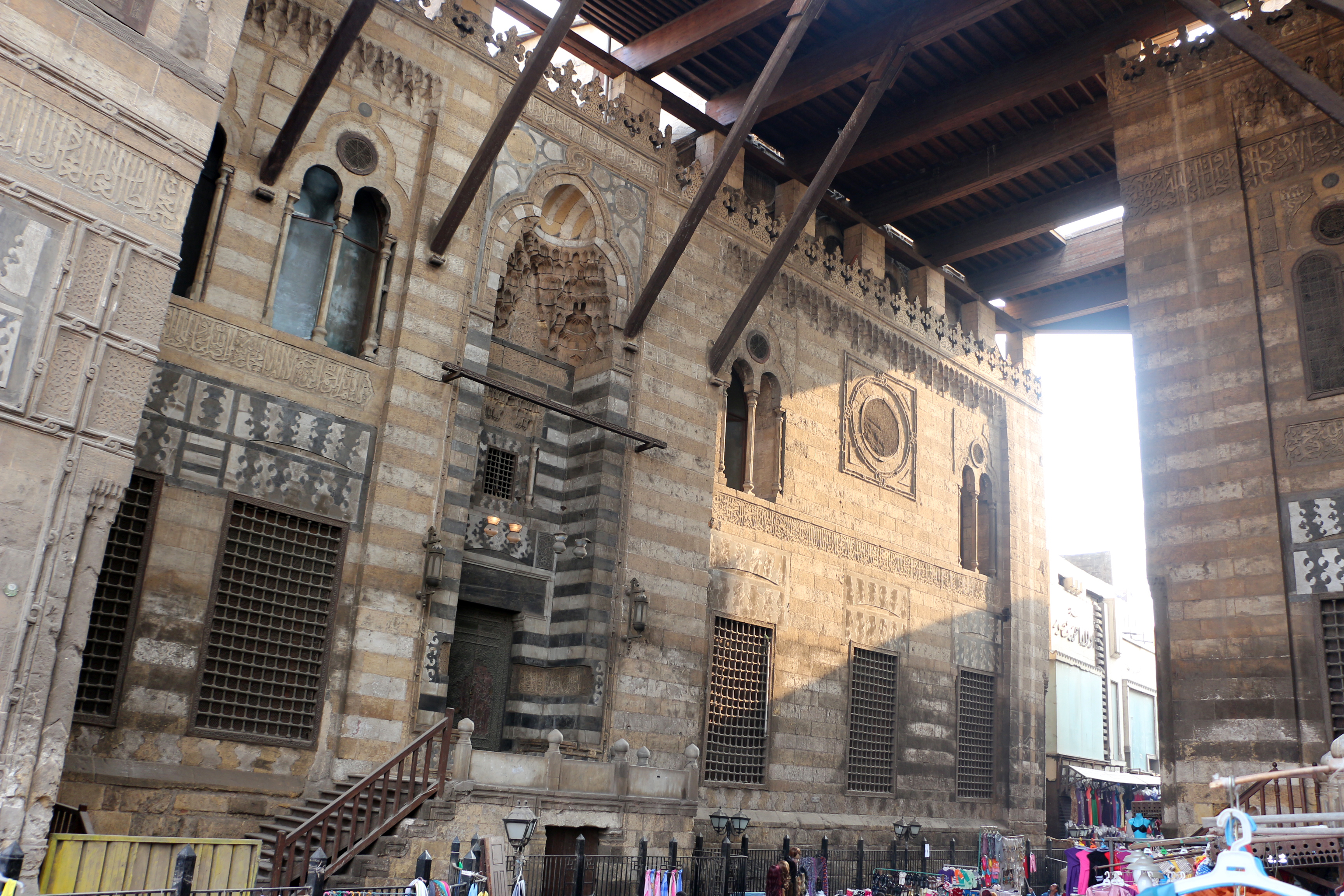
通りの東側にある霊廟のファサード。
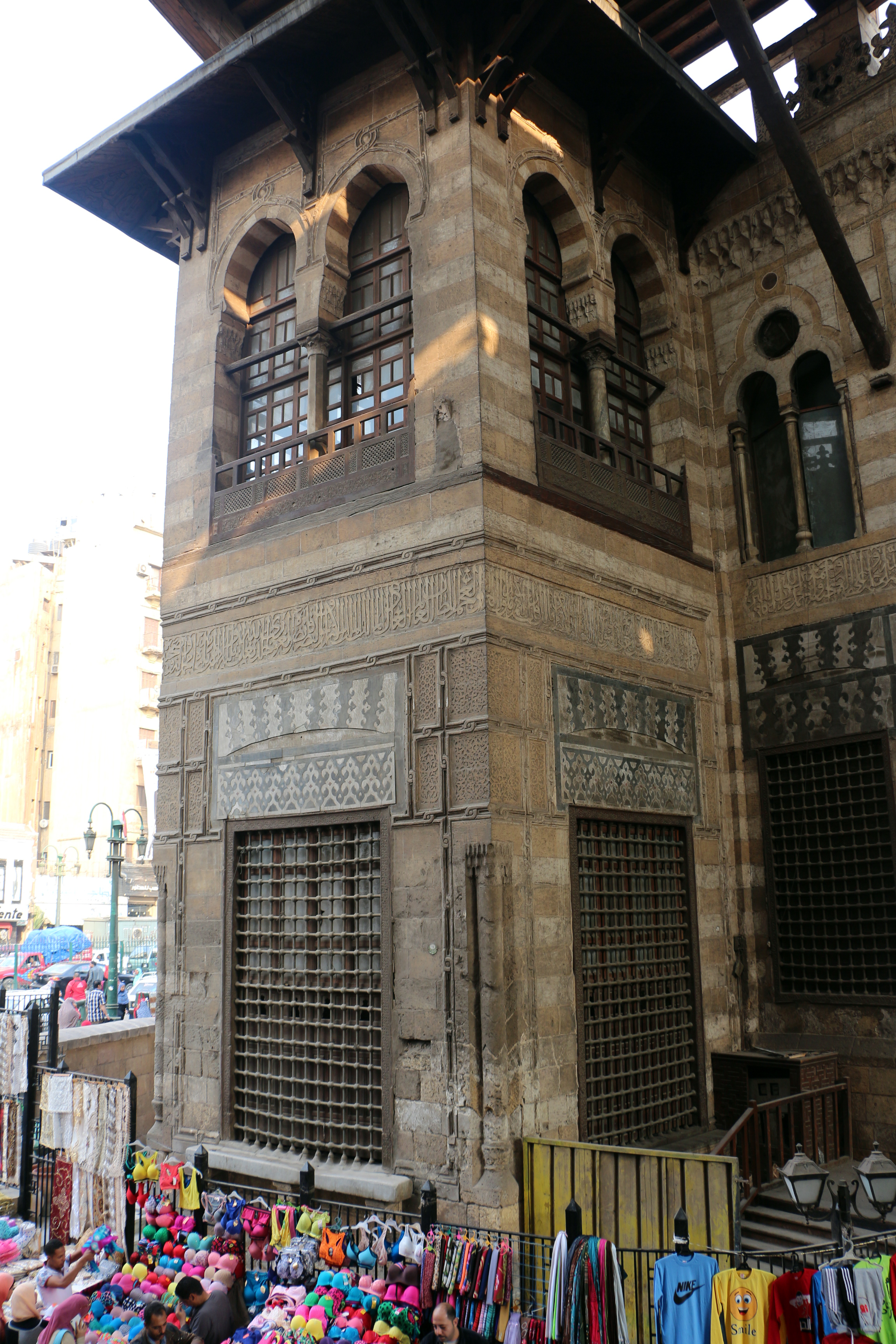
サビール＝クッターブ建築。1階がサビール、2階がクッターブになっている。
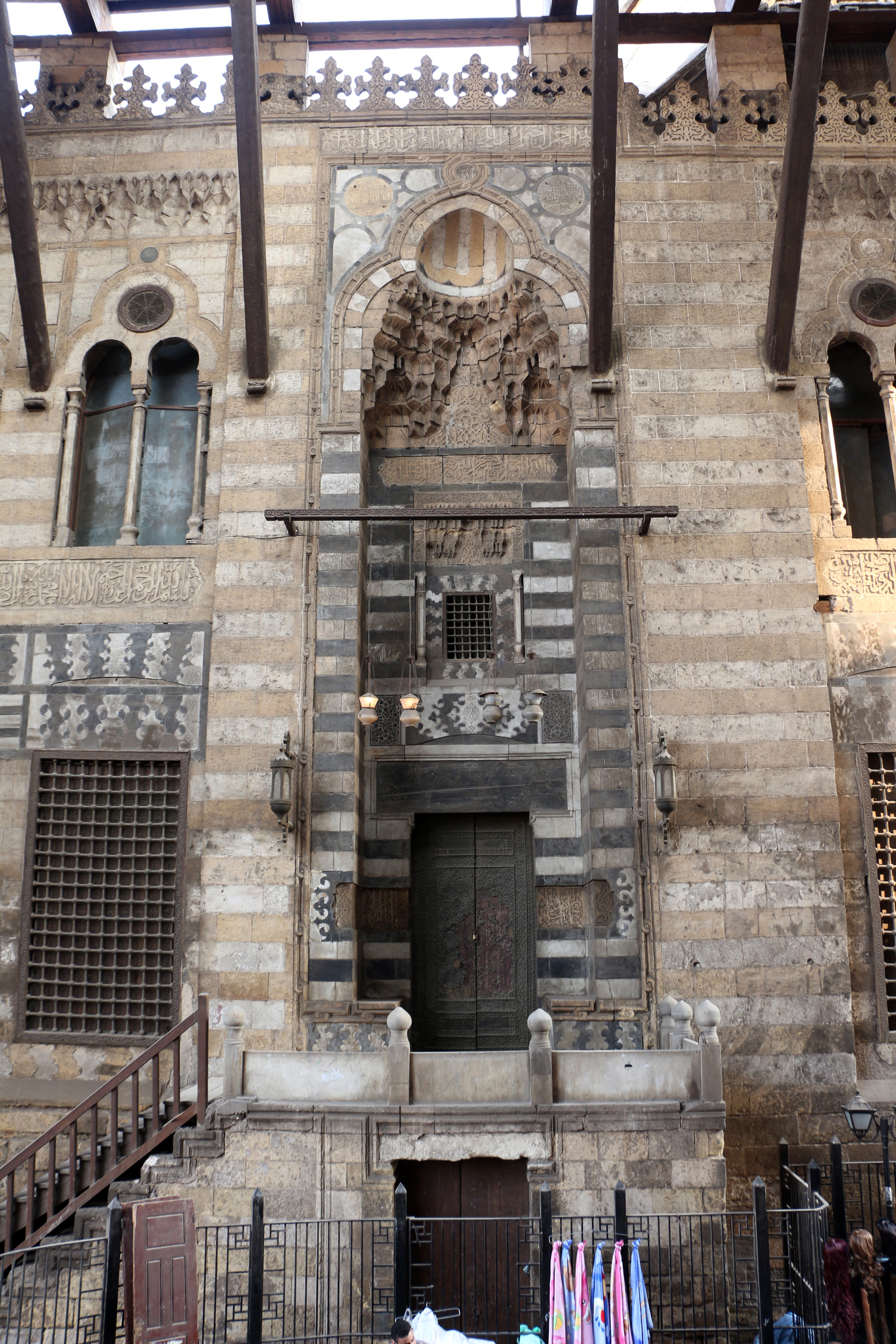
ハーンカーの入り口。
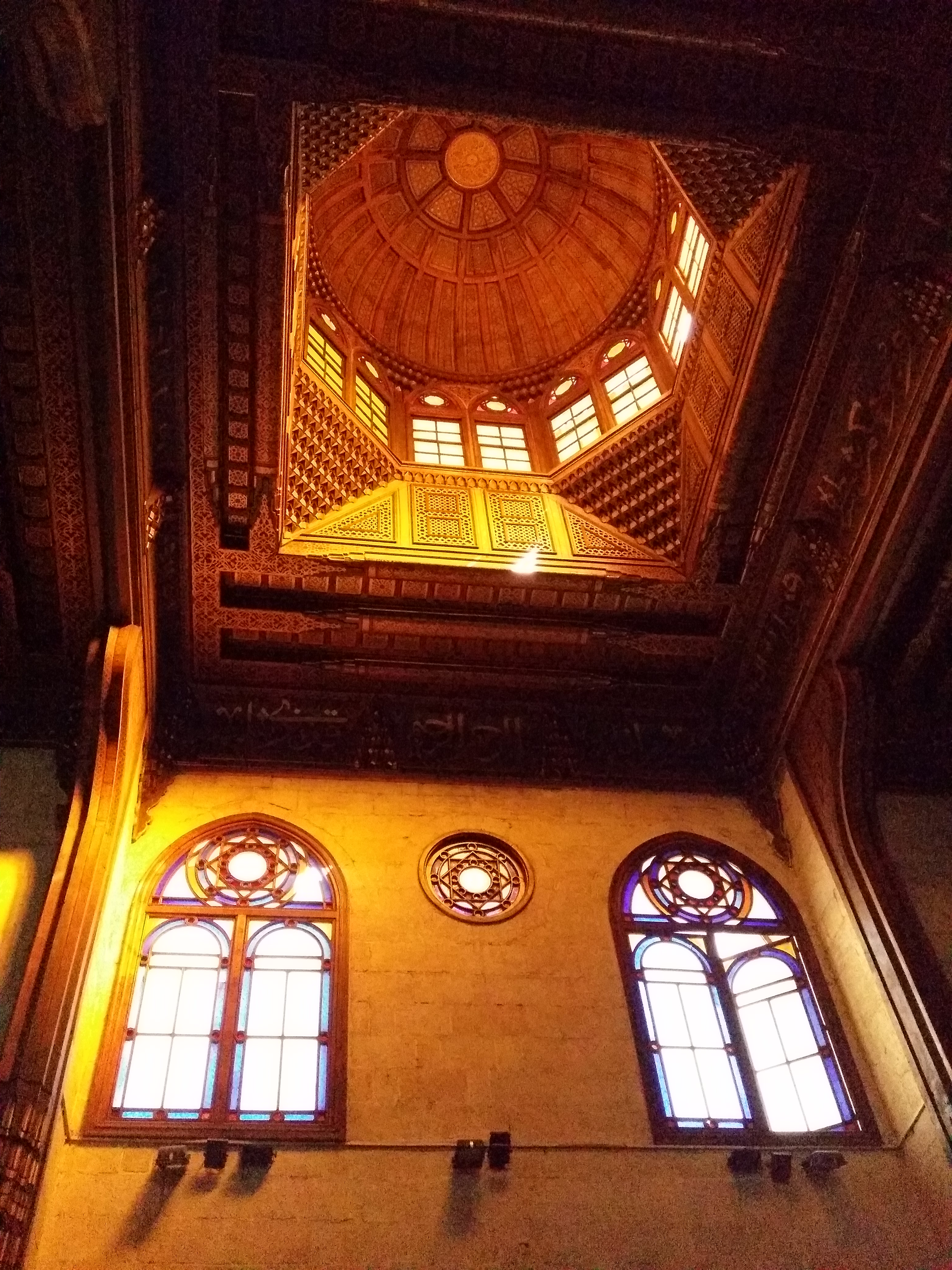
ハーンカーの主室天井のクッバ（ドーム）。
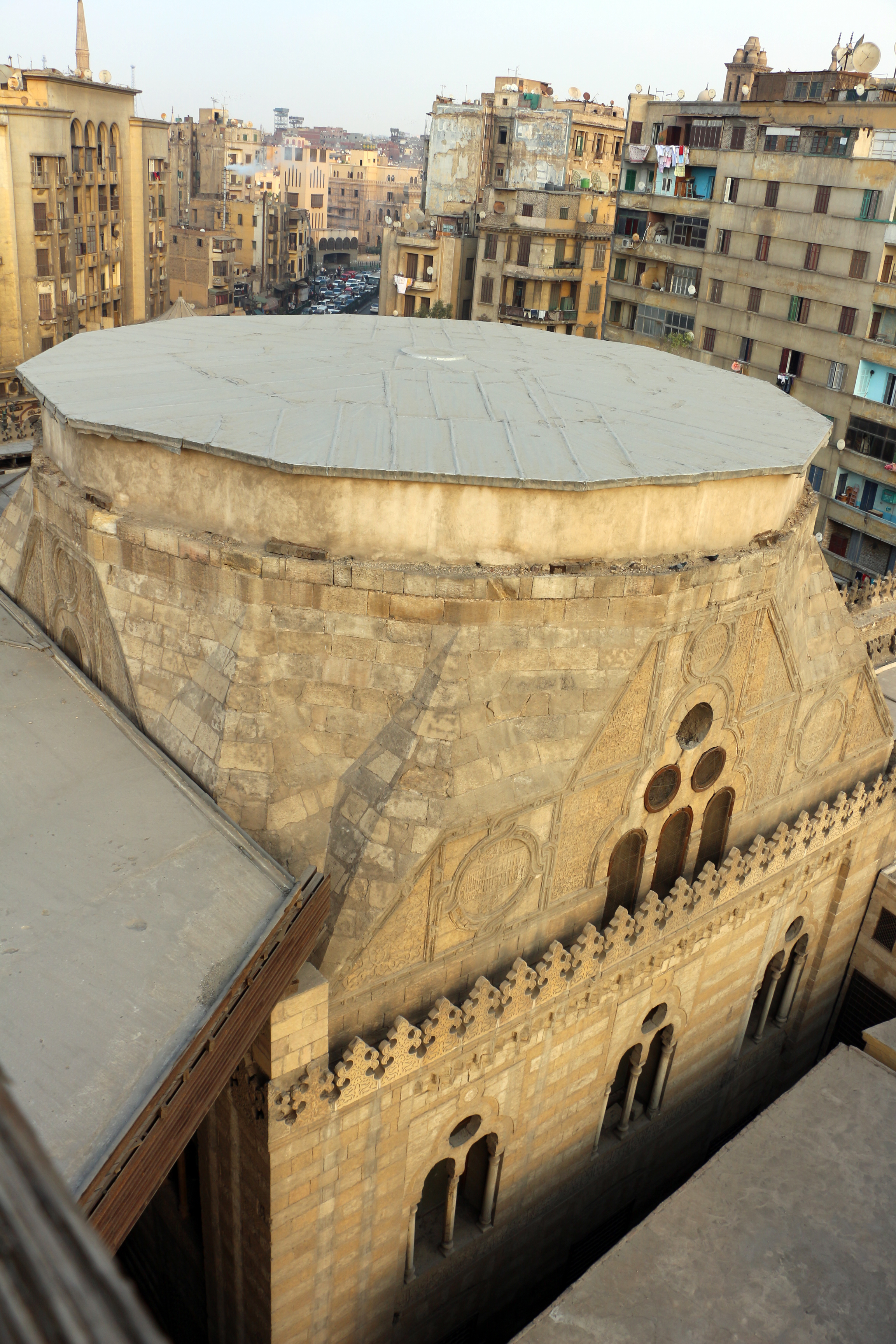
ハーンカー天井の外観。
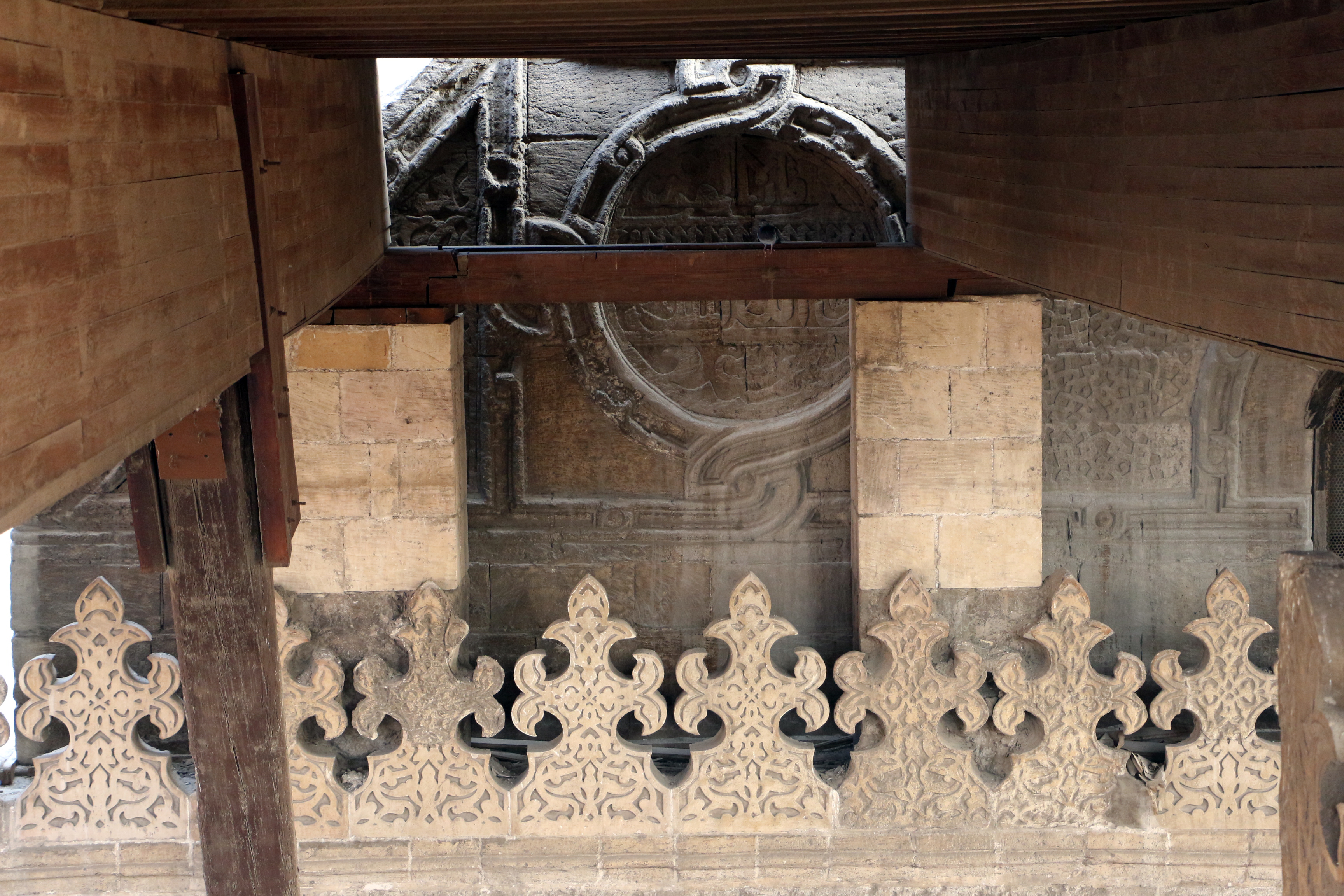
ドームの近く、木の屋根のすぐ下にある石の彫刻の詳細。
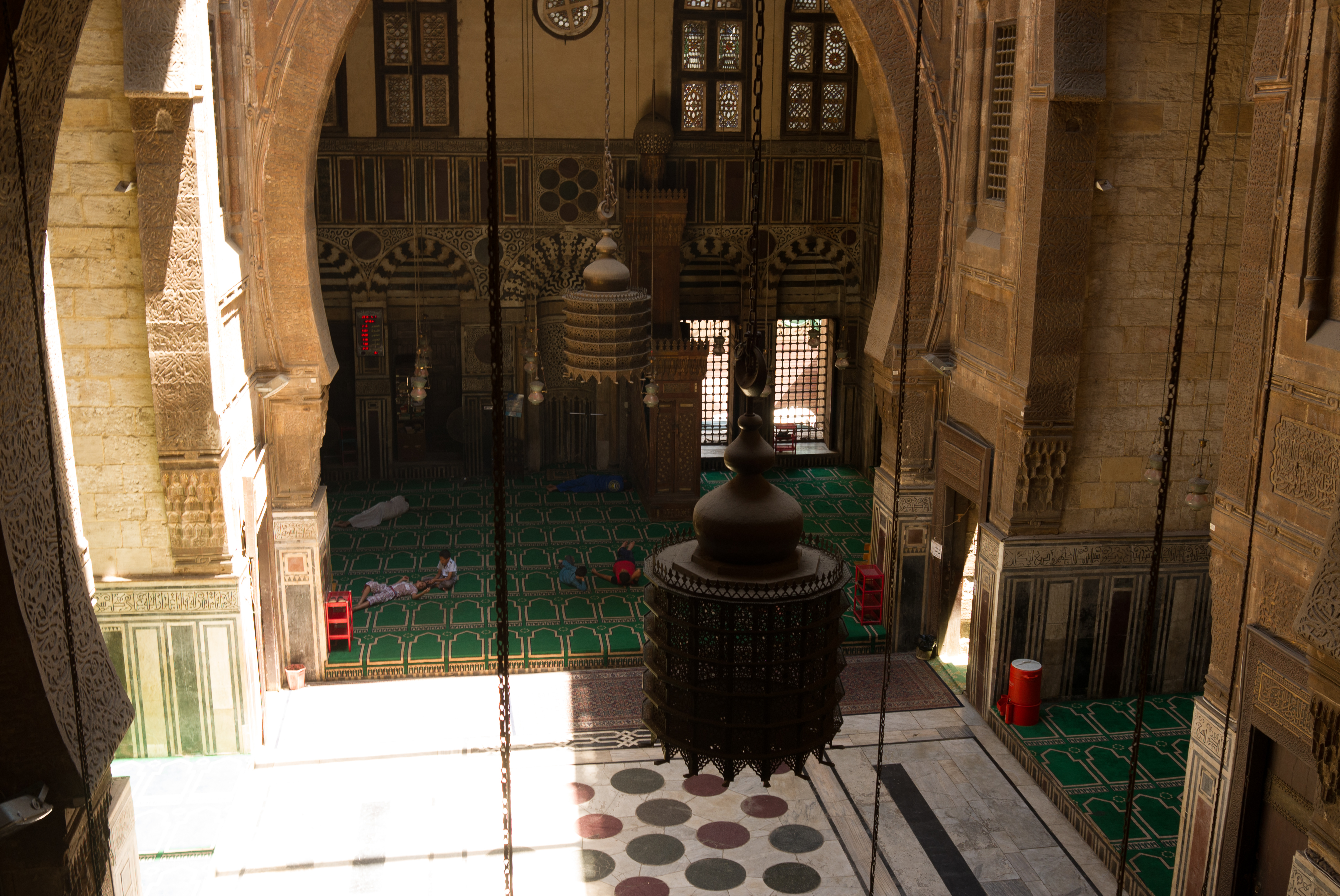
マドラサ・モスクの内部
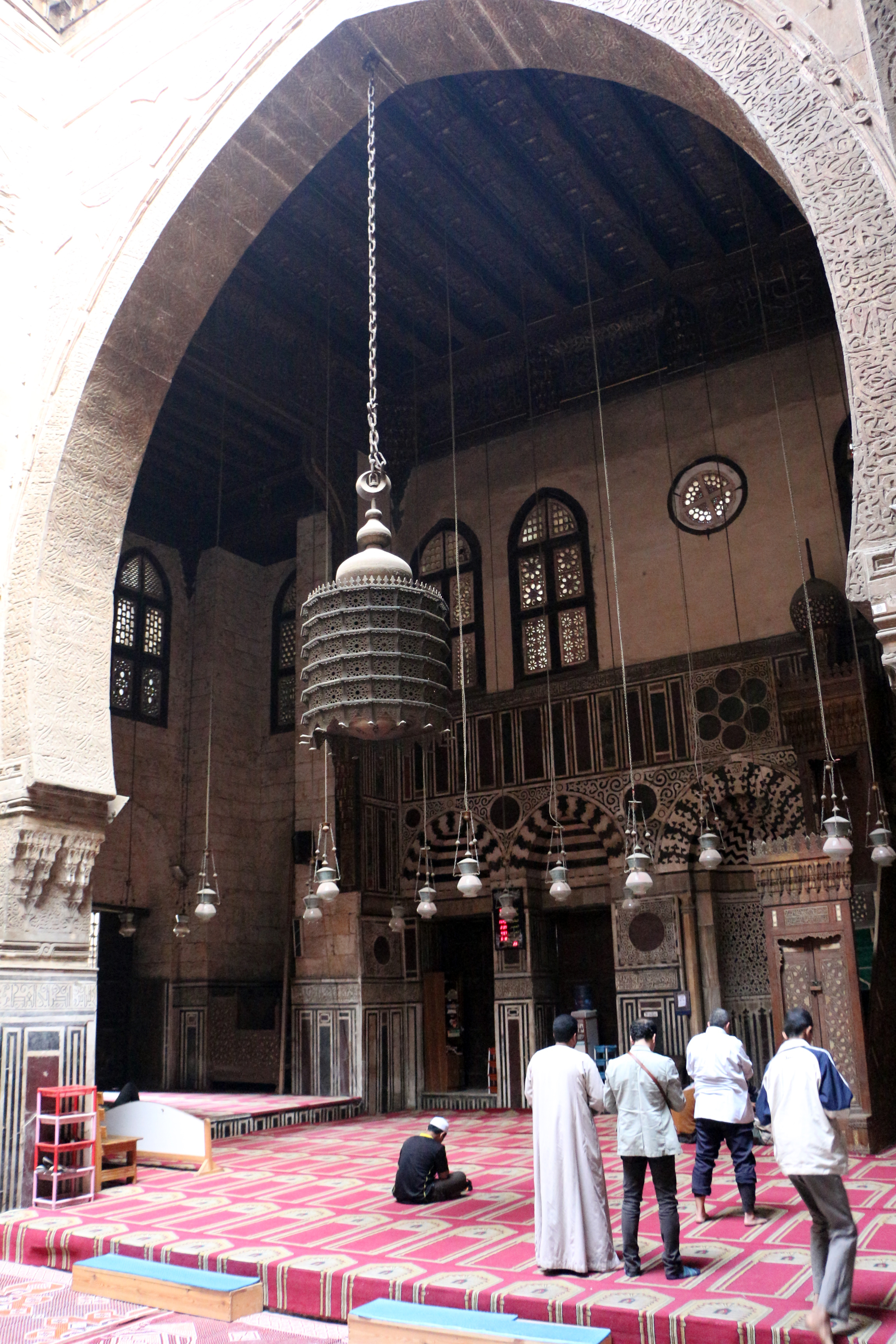
マドラサ・モスクの主イーワーン。
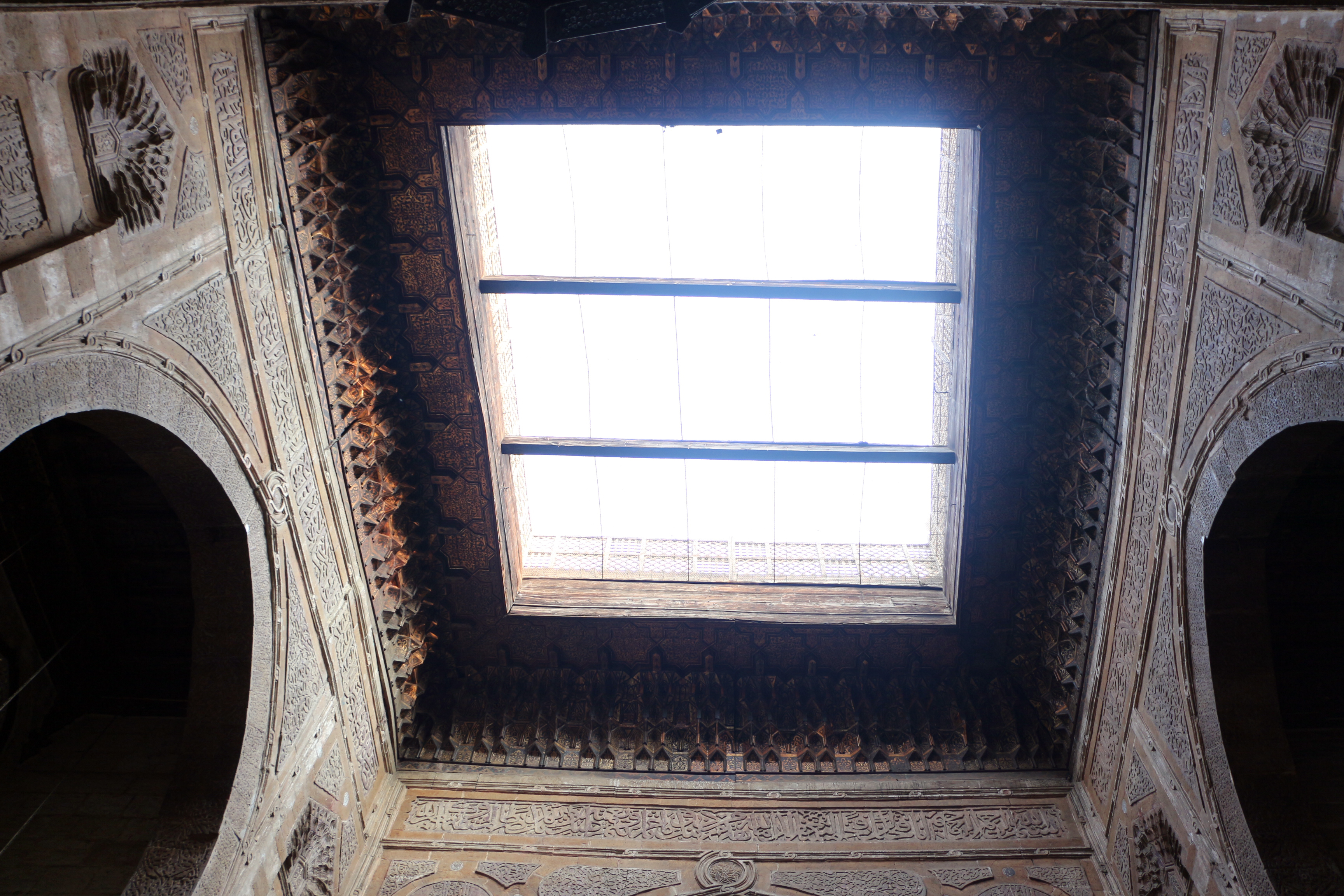
マドラサの中庭から見上げる。ムカルナスのコーニスが中庭の上端に沿って走る。石彫りの唐草模様が壁を飾る。
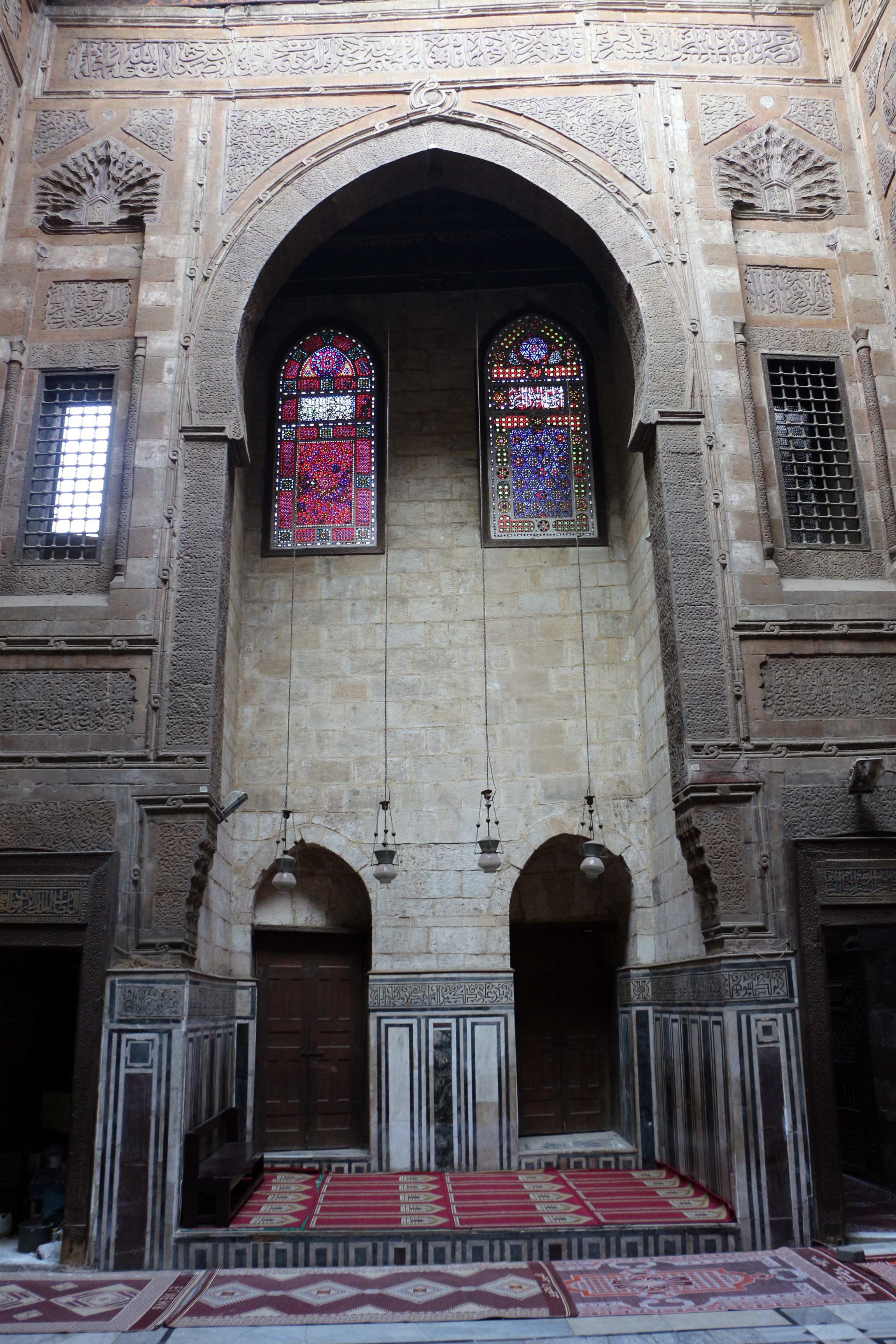
マドラサの中庭の北イーワーン。
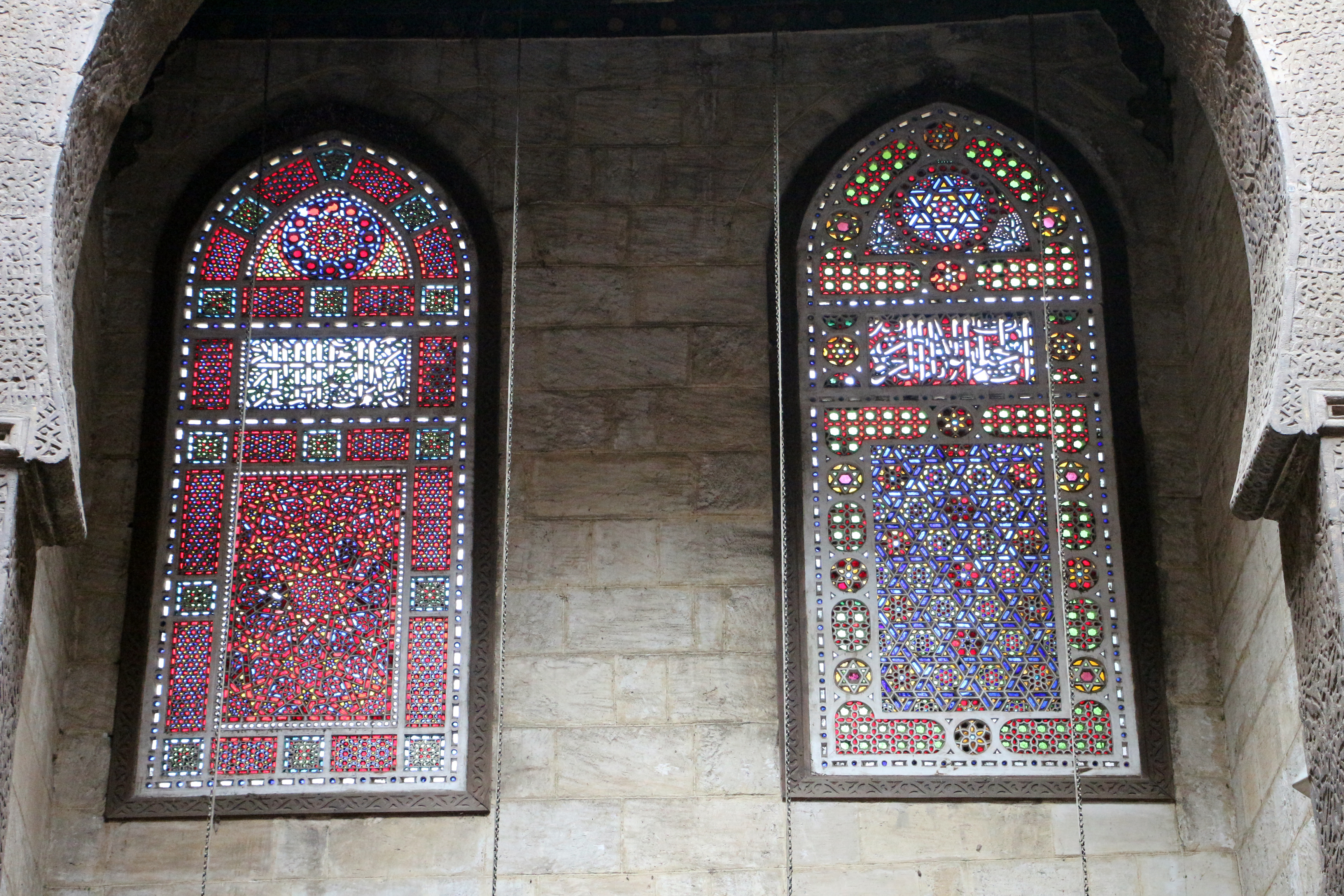
マドラサの窓。
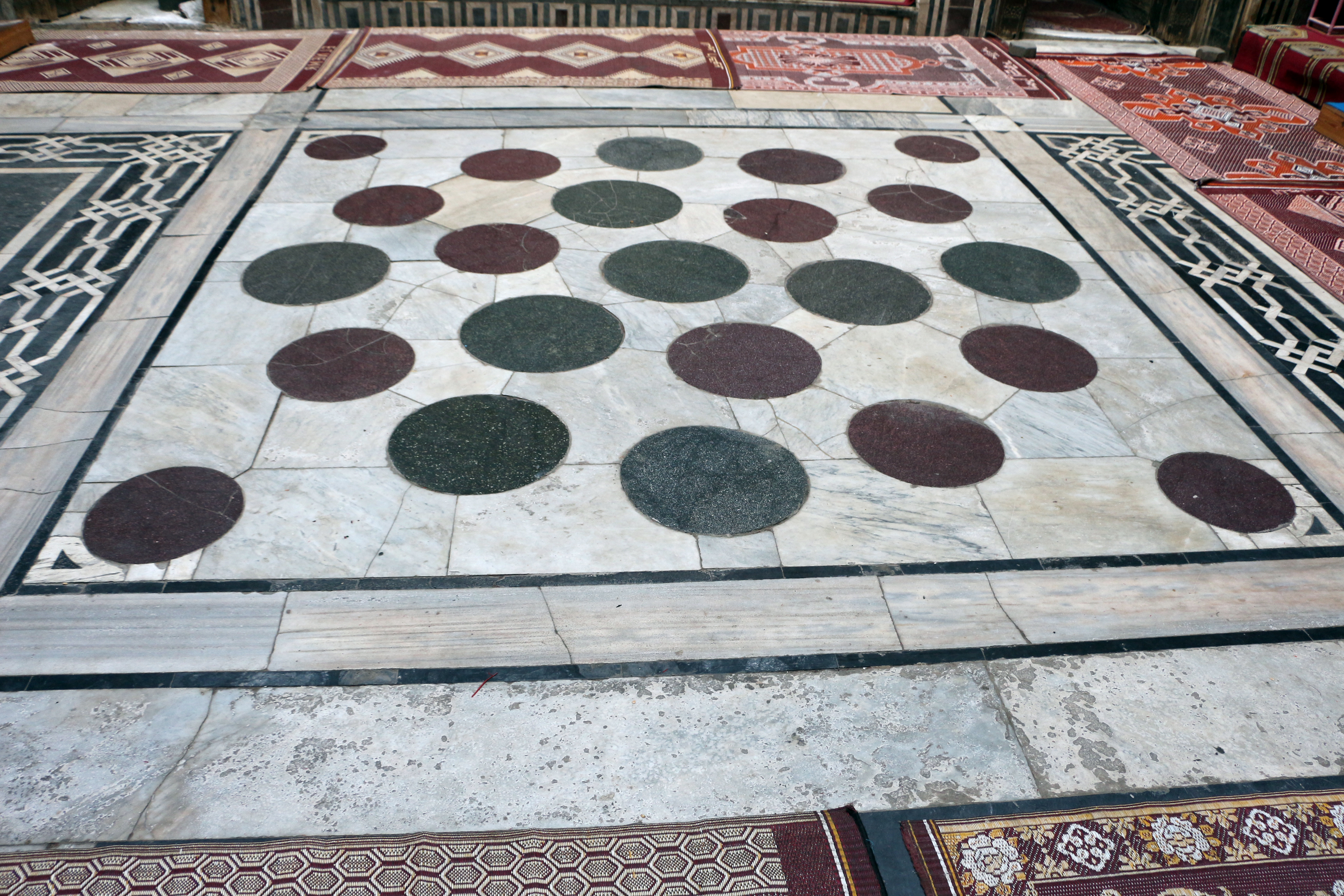
大理石のモザイク舗装。
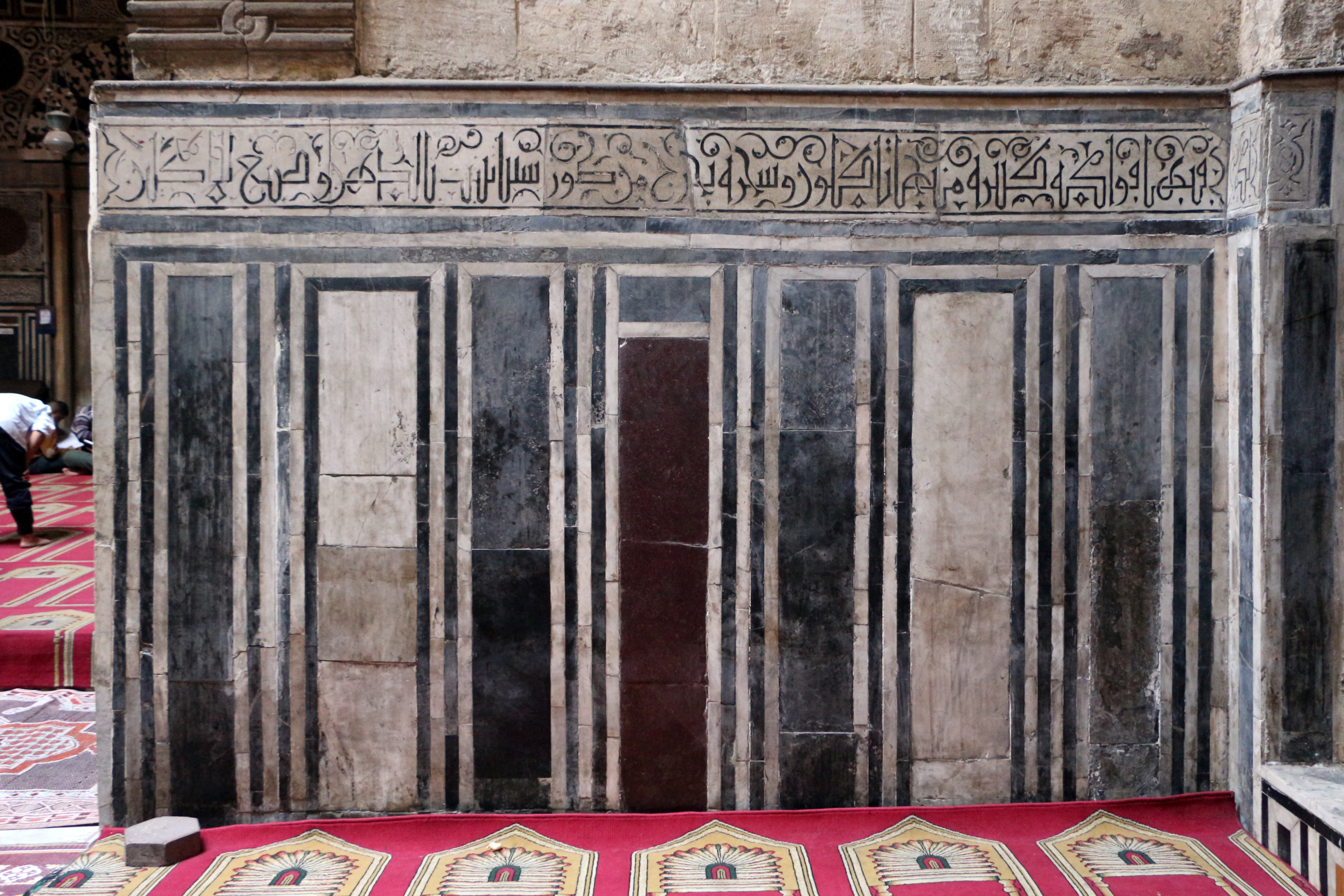
マドラサ・モスクの中庭に沿って走る大理石のモザイクパネルと大理石の碑文バンド（クーフィー体のアラビア文字）。
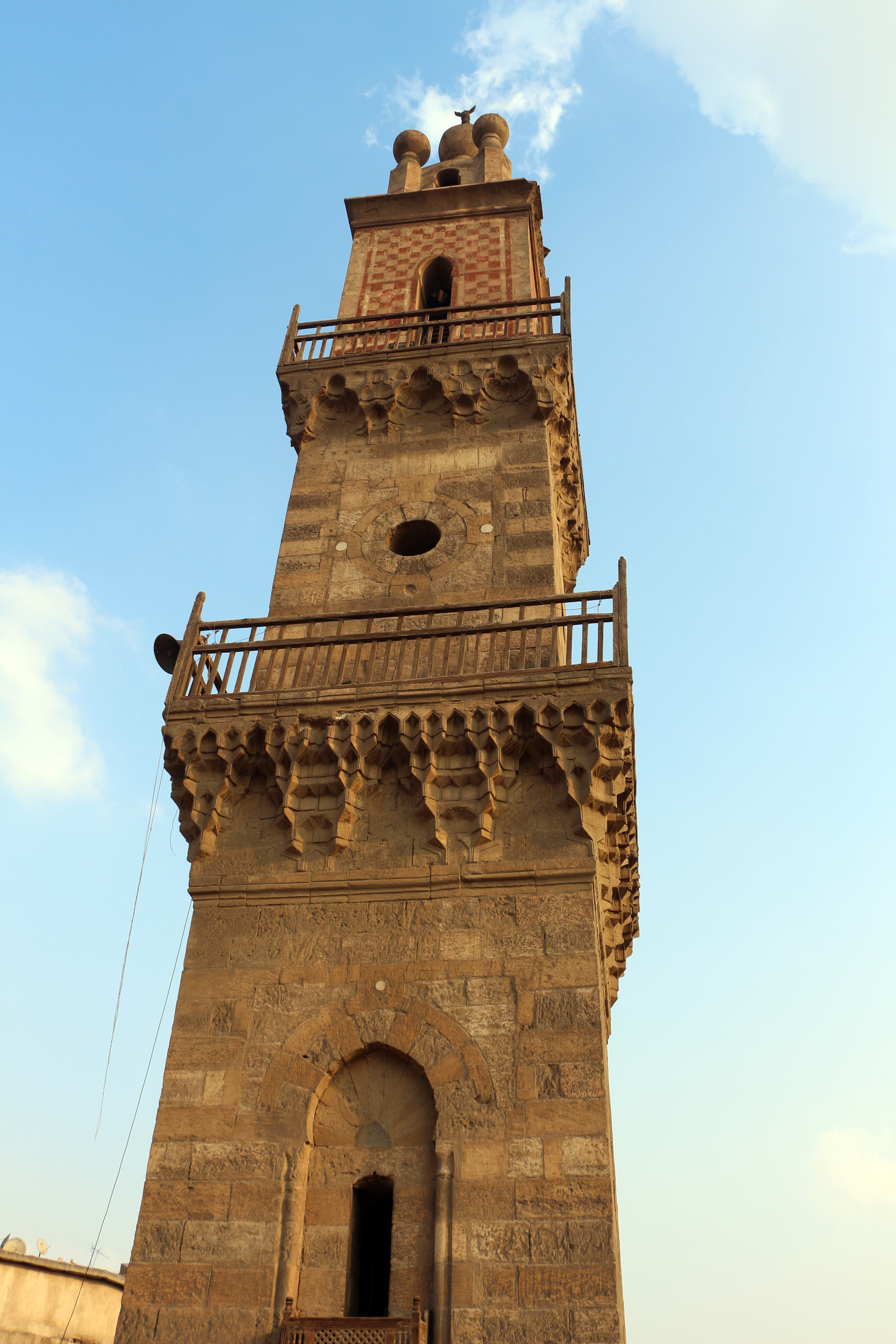
マドラサ・モスクの上に建てられたミナレット。
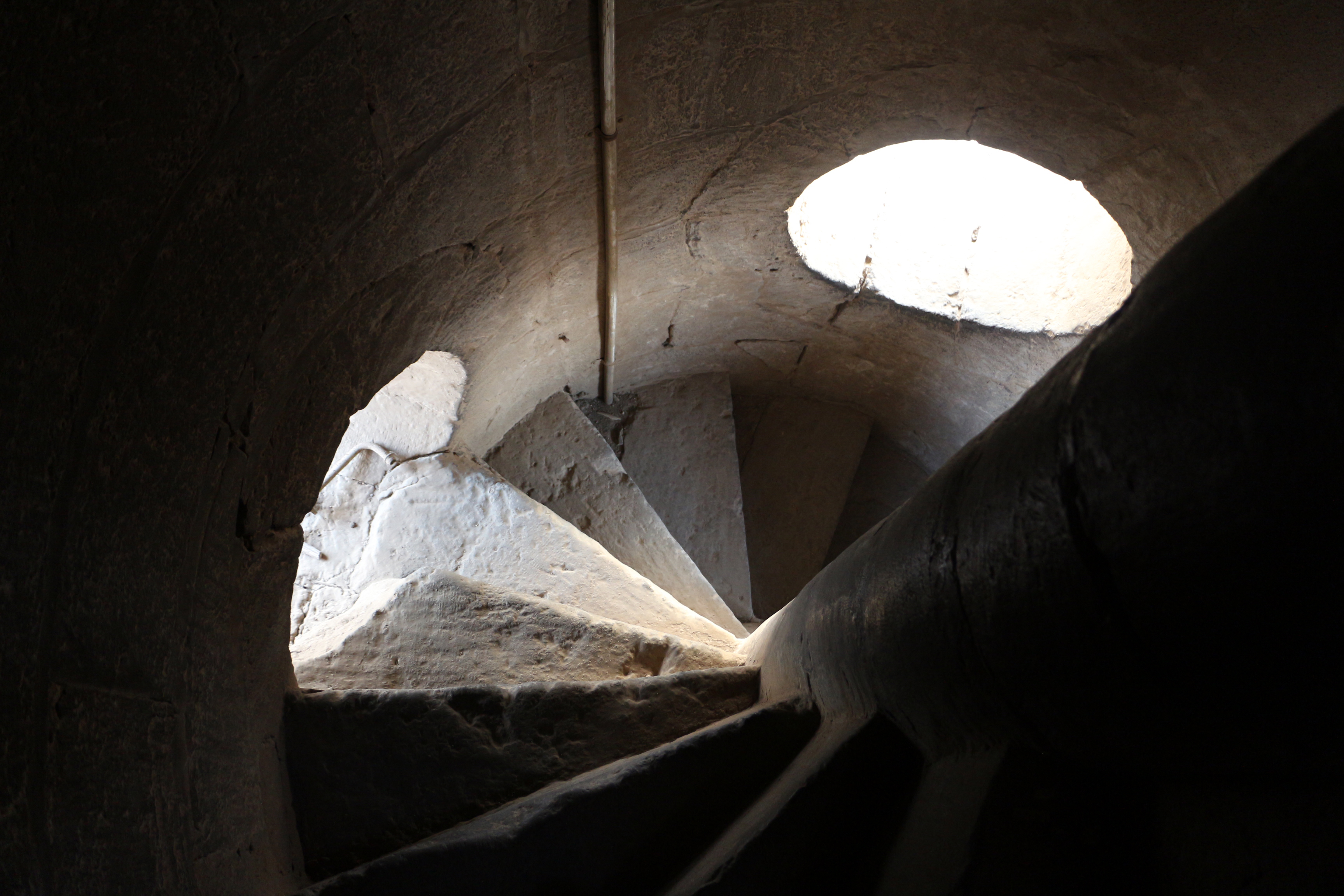
ミナレット内の階段。
霊廟室。
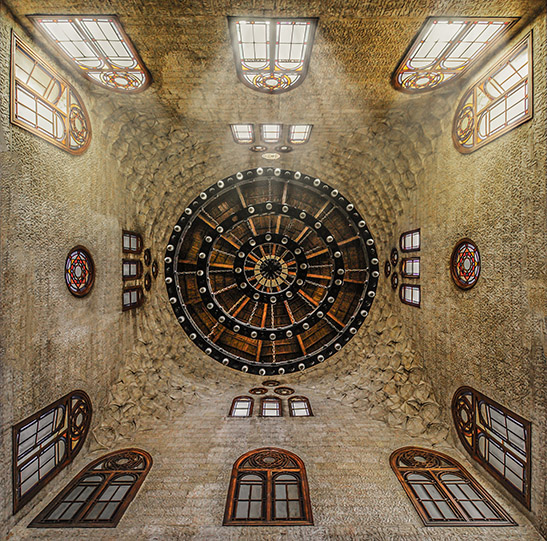
霊廟室のドーム（現在は平らな木製の屋根に置き換えられているが、四隅の石造りは保持されている）。